# Kostel Panny Marie Bolestné (Sloup)
Kostel Panny Marie Bolestné je římskokatolický farní kostel a mariánské poutní místo ve Sloupu v okrese Blansko. Vystavěn byl v letech 1751–1754 na základě zázračného uzdravení dcery místního mlynáře a z podnětu rájeckých hrabat z rodu Rogendorfů. Autorem architektonického návrhu je italský stavitel Isidor Marcello Canavale, na stavbu dohlížel boskovický stavitel Vavřinec Pavel Mertha.

## Architektura
Půdorys kostela je ve tvaru želvy, což je mariánským symbolem ochrany. Západní průčelí je ukončeno dvěma čtyřicetimetrovými věžemi. Nad hlavním vchodem je latinský nápis „Stalo se tak řízením Hospodina, je to obdivuhodné v našich očích“ (Žalm 113), dále letopočet stavby a alianční znak zakladatelů kostela hraběnky Karoliny a jejího manžela Karla Ludvíka z Rogendorfu.
V dubnu 2016 byl vyhlášen nejlépe opravenou jihomoravskou památkou za rok 2015 v kategorii velkých staveb.
Kostel v průběhu staletí již neprošel žádnými zásadními stavebními úpravami. Roku 1854, kdy se slavilo sto let od dostavění kostela, jej nechal zdejší farář Václav Wolf obnovit zvenčí i zevnitř. Kostel, který tak byl původně zeleno-bílý, získal žlutobílou barvu. V šedesátých letech 20. století nakonec získal při opravách prováděných z podnětu faráře Václava Kotouna současný bílo-modrý vzhled. Aktuální vnější podoba kostela je z roku 1999, kdy byla uskutečněna zatím poslední generální oprava vnějšího pláště.

## Historie
Na počátku 18. století, kdy brněnští minorité opravovali svůj kostel, jim rájecký hrabě Karel Ludvík z Rogendorfu nabídl značkou finanční částku a hmotnou podporu na opravy kláštera i kostela za příslib, že mu darují pozdně gotickou sochu Panny Marie Bolestné. Tu získal a převezl do letního hraběcího sídla v obci Sloup, kde ji prozatímně zanechal u zdejšího mlynáře Pavla Severy, který jí umístil do pokoje své dcery, která v tu dobu již dlouhodobě byla upoutána na lůžko, protože trpěla padoucnicí a údajně i slepotou. Jednoho dne, kdy se modlila před milostnou sochou, se spálila o svíčku a v tu chvíli byla zázračně uzdravena. Na základě tohoto zázraku začala putovat do obce četná procesí zblízka i z větší dálky. Z podnětu hraběte Karla Ludvíka tak vznikla kaple sv. Kříže, do níž byla socha přenesena. První mše svatá se zde sloužila roku 1728 a o správu poutního místa se staral kaplan z Doubravice.
Po nějaké době však kaple přestala stačit náporu poutníků. Vedle ní se začala vršit velká spousta kamení, kterou sem z okolních polí a lesů začali nosit poutníci a hrozilo, že se na někoho tato hromada zřítí. Rozhodlo se proto, že se přistoupí ke stavbě nového kostela. Stavbu však již nemohl realizovat hrabě Karel Ludvík, který roku 1738 zemřel. Přípravy stavby se proto se stejným elánem ujala jeho manželka Karolina z Rogendorfu (roz. Karolina Anna Pálffy z Erdőd), která byla velmi zbožná. Pro stavbu a výzdobu kostela získala italského architekta Isidora Marcella Canavalu a vídeňského malíře a ředitele Vídeňské umělecké akademie Kašpara F. Sambacha a sochaře Jana Adama Nesmanna.
Stavba kostela probíhala v letech 1751-1754 a zcela proměnila život a uspořádání sloupské obce, ve které začala vznikat řada nových přístupových cest směřujících ke kostelu ve spojení s rozsáhlou přestavbou dalších budov. Zajímavostí je, že všichni dělníci, kteří pracovali na stavbě kostela, byli osvobozeni od robotnických povinností a dostávali za svou práci řádně zaplaceno. Veškeré výdaje přitom hradila sama hraběnka, která tak výrazně celé panství zadlužila. Kostel byl dostavěn a vysvěcen 27. října 1754 olomouckým biskupem Juliem z Troyeru.
Po požáru na rájeckém zámku roku 1756 se hraběnka Karolina trvala usadila na svém letním sídle ve Sloupě, které ještě za svého života odkázala nově vzniklé sloupské farnosti (1755), do níž byl z jejího podnětu uveden farář P. František Czuma. Hraběnka umírá na černý kašel roku 1759 v budově dnešní sloupské fary. Pohřbena je v kryptě kostela.

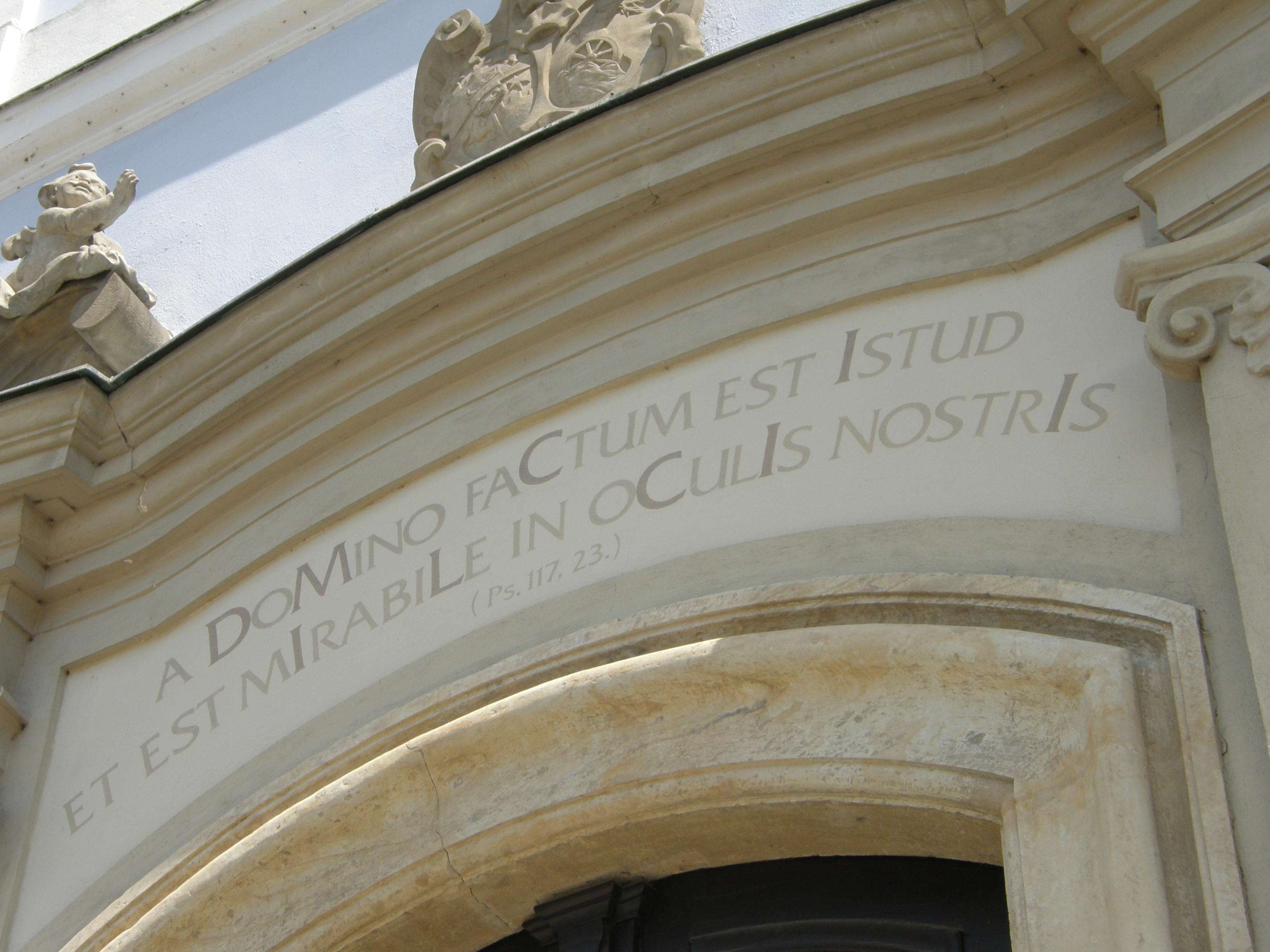
Latinský nápis nad hlavním vchodem

### Poutnické bratrstvo
Při kostele bylo od počátku činné také poutní bratrstvo Panny Marie Bolestné s černým škapulířem, které založila sama hraběnka Karolina z Rogendorfu. Toto bratrstvo však nemělo dlouhého trvání, protože je císař Josef II., který uskutečnil několik reforem zaměřených i na omezení náboženského života a poutí, ze své milosti zrušil. Ještě v 19. století měl farář Václav Wolf v úmyslu je obnovit, ale neuskutečnil tak - zřejmě i z toho důvodu, že veškeré aktivity směřovaly do tehdy mohutně vznikajících Cyrilských jednot a do Apoštolátu sv. Cyrila a Metoděje pod ochranou Panny Marie Bolestné.[zdroj?] Na obnovu se tak muselo čekat dalších 150 let. Došlo k ní až roku 2003 z podnětu sloupského faráře R.D. Františka Kozára, který k tomu získal potřebný nový dekret od brněnského biskupa. Při podzimní pouti téhož roku bylo do tohoto bratrstva přijato prvních 300 členů.

## Poutní místo
Hlavním poutním dnem je zde pátek před Květnou nedělí, hovorově nazýván „Květný pátek“.